# ATC代码 (D04)
ATC代码D04（止痒药，含抗组胺药、麻醉药等）是解剖学治疗学及化学分类系统的一个药物分组，这是由世界卫生组织药物统计方法整合中心所制定的药品及其它医用产品的官方分类系统。分组D04是D皮肤病的一部分。
兽用代码（ATCvet码）可以在人用ATC代码前加Q字母：QD04等。没有相应人用ATC代码的ATCvet在以下列表中通过前置Q字母表示。
国家ATC分类可能包括列表中没有的其它分类，列表为世界卫生组织（WHO）版本。

## D04A止痒药，含抗组胺药、麻醉药等（Antipruritics, including antihistamines, anesthetics, etc.）

### D04AA 局部用抗组胺药（Antihistamines for topical use）
D04AA01 松齐拉敏（Thonzylamine）
D04AA02 美吡拉敏（Mepyramine）
D04AA03 西那利定（Thenalidine）
D04AA04 曲吡那敏（Tripelennamine）
D04AA09 氯吡拉敏（Chloropyramine）
D04AA10 异丙嗪（Promethazine）
D04AA12 托普帕敏（Tolpropamine）
D04AA13 二甲茚定（Dimetindene）
D04AA14 氯马斯汀（Clemastine）
D04AA15 巴米品（Bamipine）
D04AA22 异西喷地（Isothipendyl）
D04AA32 苯海拉明（Diphenhydramine）
D04AA33 甲溴苯海拉明（Diphenhydramine methylbromide）
D04AA34 氯苯沙明（Chlorphenoxamine）

### D04AB 局部麻醉药（Anesthetics for topical use）
D04AB01 利多卡因（Lidocaine）
D04AB02 辛可卡因（Cinchocaine）
D04AB03 奥布卡因（Oxybuprocaine）
D04AB04 苯佐卡因（Benzocaine）
D04AB05 奎尼卡因（Quinisocaine）
D04AB06 丁卡因（Tetracaine）
D04AB07 普莫卡因（Pramocaine）
QD04AB51 利多卡因，复方（Lidocaine, combinations）